# Burg Bouzov

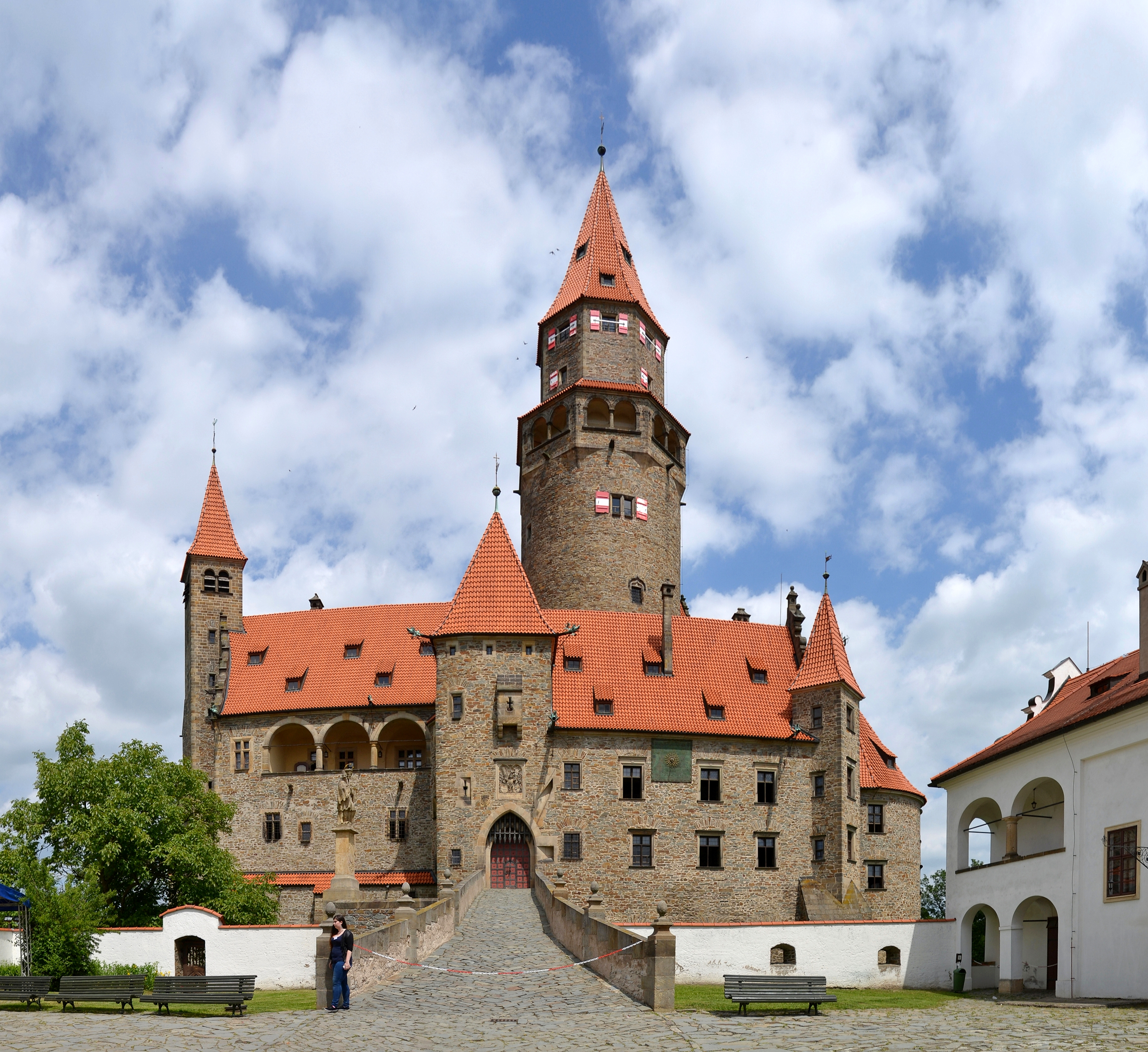
Burg Busau

Die Burg Busau (tschechisch Hrad Bouzov) ist eine neuromanische Burg im mährischen Bouzov (deutsch Busau). Mit rund 101.000 Besuchern im Jahr 2024 ist sie eine der meistbesuchten Burgen Tschechiens.

## Geschichte

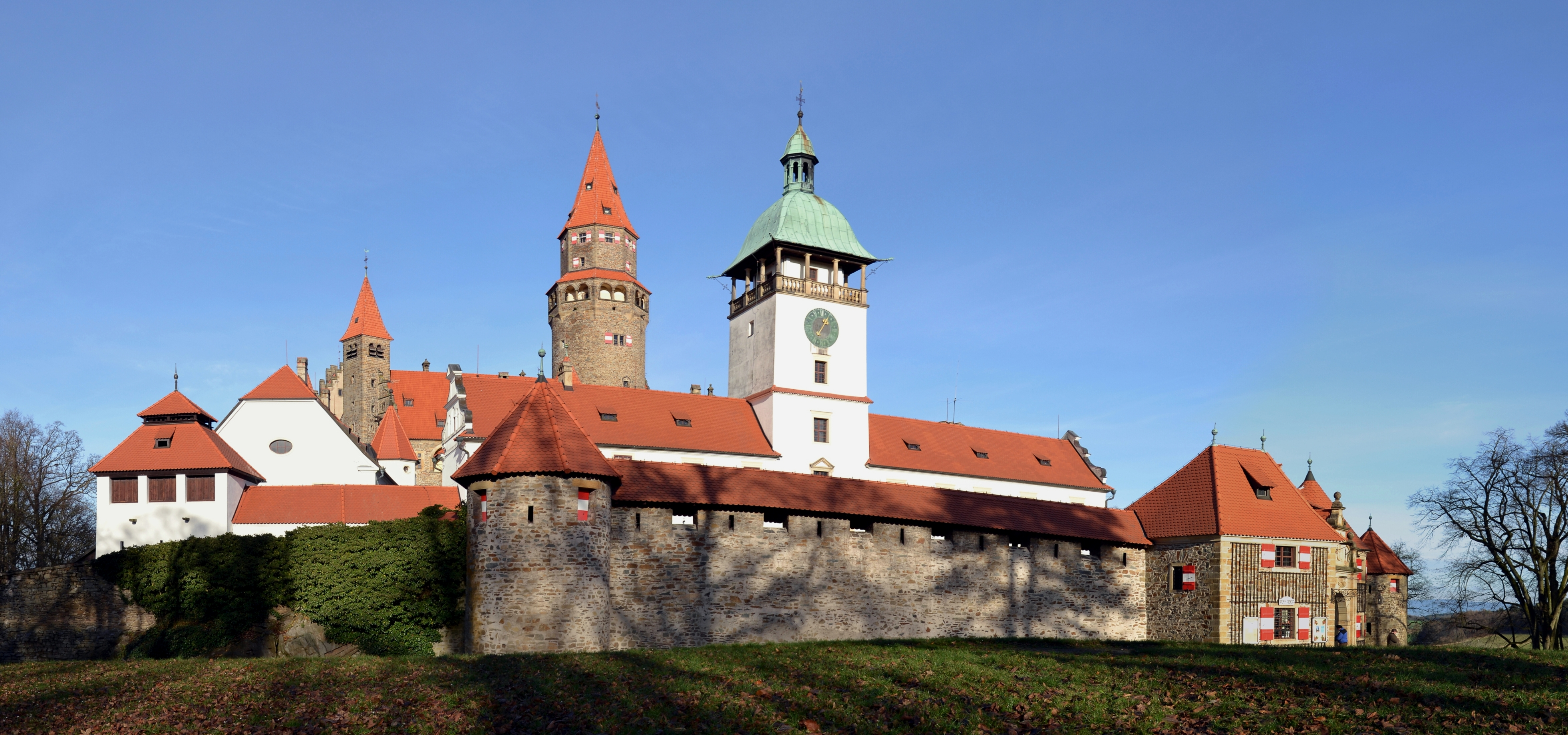
Ansicht vom Burggarten

Die Anlage befindet sich in den nördlichen Ausläufern des Drahaner Berglandes über dem Tal der Třebůvka (Mährische Triebe) bei der mährischen Gemeinde Bouzov (Busau).
Die erste urkundliche Erwähnung der Burg stammt aus dem Jahre 1317. Sie weist einen Buzo von Buzov als den damaligen Besitzer aus. In den nachfolgenden Jahrhunderten war die Burg im Besitz bedeutender Adelsgeschlechter. Darunter befanden sich der Markgraf Jobst von Mähren und die Herren von Kunštát und Podiebrad, weshalb vermutet wird, dass der böhmische König Georg von Podiebrad auf der Burg geboren wurde. Ab zirka 1546 befand sich Busau im Besitz der Herren Podstatzky von Prusinowitz. 1649 wurde die Burg von Eugen Podstatzky von Prusinowitz wieder verkauft.
Im 16. Jahrhundert wurde die Anlage im Stil der Renaissance umgebaut. Nach den Zerstörungen des Dreißigjährigen Krieges wurden die Schäden nicht behoben. 1696 erwarb der Deutsche Orden die Burganlage zusammen mit der Grundherrschaft, die von Schloss Bruntál aus verwaltet wurde. Der Deutsche Orden ließ die Burg in den Jahren 1896–1901 nach den Plänen des Münchner Architekten Georg von Hauberrisser als Sommersitz für den damaligen Hochmeister Erzherzog Eugen von Österreich in neuromanischen Formen umgestalten.
Die repräsentative Ausstattung besteht aus wertvollen Möbeln und Gegenständen aus der Geschichte des Ordens. Im Rittersaal und in den Schlafgemächern des Großmeisters befinden sich stilgleiche Möbel. 1939 wurde der Deutsche Orden von den Nationalsozialisten enteignet. Die Burg Bouzov wurde konfisziert und der Gesellschaft zur Förderung und Pflege deutscher Kulturdenkmäler in Berlin übergeben. Am 5. Mai 1945 stürmte die auf der Burg stationierte Abteilung der SS das benachbarte Dorf Javoříčko (Jaworitsch) und erschoss alle anwesenden 38 Männer. Danach wurde der Ort niedergebrannt. Erneut konfisziert wurde sie nach dem Zweiten Weltkrieg. Sie gehört dem Nationalen Denkmalamt.
Die Burg wurde mehrmals als Drehort für Märchenfilme gewählt, wie z. B. Die Prinzessin und der fliegende Schuster, Die Märchenbraut, Die Hexenprinzessin oder Prinzessin Fantaghirò, sowie für den Film Napola – Elite für den Führer.